# موقر (رصد)

تعديل مصدري - تعديل

موقر هي إحدى قرى عزلة القارة بمديرية رصد التابعة لمحافظة أبين، بلغ تعداد سكانها 143 نسمة حسب تعداد اليمن لعام 2004.